# 粟ノ巣の変
粟ノ巣の変（あわのすのへん）は、畠山義継が宮森城にて会談中の伊達輝宗を拉致した事件。
- 粟ノ巣の変事、粟の巣の変、粟之巣の変事

## 前史
天正13年（1585年）閏8月、伊達政宗は裏切りを繰り返す大内定綱を攻撃し、小手森城の撫で斬りを行った。定綱は小浜城を放棄して二本松へ逃げた。
定綱の娘を迎えていた義継は定綱を匿ったため政宗の勘気を蒙った。
9月26日、政宗が小浜城に入城した。
10月、義継は政宗に降伏を申し入れた。輝宗と伊達実元の斡旋により、五ヶ村を除く領地召し上げの厳しい条件を提示の元で降伏を許可されたが、義継はあまりの条件に決戦を主張した。家臣たちは伊達に奉公すれば、本領を安堵すると記されていたため義継の意見には乗らず、義継も戦うことを断念した。
義継は、実元に「相馬攻めの時も協力したので身代を立ててほしい」と懇願した。実元は病に伏せており、交渉の席に向かえないため代わりに輝宗に伝えた。
政宗は、大内定綱への援助は許し難いので二本松を攻めると義継に宣告し、嫡男国王丸を人質に出すように命令した。
同月6日（11月27日）、義継は輝宗の滞在する宮森城を突然訪問して降伏すると告げた。輝宗はすぐに小浜城の政宗へ知らせて、政宗は成実に交渉を一任した。
成実からの連絡を受けて、義継は成実の指示に切腹しても背かぬ覚悟と返答した。
翌7日（11月28日）、小浜の成実の陣屋に訪問し、蝋燭を立て面会した。

## 経過
天正13年10月8日、（11月29日）の早朝に義継は成実に使者を送って輝宗の面会を希望した。輝宗への調停に謝意を表すべく宮森城に滞在していた輝宗を訪れたが、面会が終わり出立する義継を玄関において見送ろうとした輝宗は、義継とその家臣に刀を突きつけられ捕えられた。『成実記』や『伊達治家記録』によると、同席していた伊達成実と留守政景が兵を率いて遠巻きに追ったが、二本松領との境目にあたる阿武隈川河畔の高田原に至ったところで、義継以下二本松勢50余名は伊達勢に襲撃され討ち果たされた。
鷹狩中であった政宗が一報を受け、現場に到着した時には全てが終わった後であったとされている。
その夜、輝宗の亡骸は小浜へと連れ帰られ、義継の亡骸はずたずたに斬られ、藤にて貫ぬかれ磔にされたとされる。

## 影響
10月15日、政宗は父の弔い合戦として、新城盛継が指揮する二本松城を田村清顕、相馬義胤と共に攻めた。11月2日、二本松救援を目的とした連合軍が発足し、政宗は城を包囲する軍を残し、精鋭を率いて連合軍に対応するために本宮城へ南下した。11月17日、両軍は瀬戸川付近で激突した（人取橋の戦い）。

## 創作物でのあつかい
政宗自身によって義継と輝宗は撃ち殺されたとする描写が小説やドラマで描写されるが、確認できる最古の資料は『奥羽永慶軍記』である。
『会津旧事雑考』は現場に駆けつけた政宗が覚悟を決めたことを察した義継により、輝宗が刺殺されたと記してある。